# Окница (Валча)
Окница (рум. Ocnița) насеље је у Румунији у округу Валча у општини Окнеле Мари. Oпштина се налази на надморској висини од 286 m.

## Становништво
Према подацима из 2002. године у насељу је живело 581 становника, од којих су сви румунске националности.